# Bilno (gromada)
Bilno – dawna gromada, czyli najmniejsza jednostka podziału terytorialnego Polskiej Rzeczypospolitej Ludowej w latach 1954–1972.
Gromady, z gromadzkimi radami narodowymi (GRN) jako organami władzy najniższego stopnia na wsi, funkcjonowały od reformy reorganizującej administrację wiejską przeprowadzonej jesienią 1954 do momentu ich zniesienia z dniem 1 stycznia 1973, tym samym wypierając organizację gminną w latach 1954–1972.
Gromadę Bilno z siedzibą GRN w Bilnie utworzono – jako jedną z 8759 gromad na obszarze Polski – w powiecie włocławskim w woj. bydgoskim, na mocy uchwały nr 24/17 WRN w Bydgoszczy z dnia 5 października 1954. W skład jednostki weszły obszary dotychczasowych gromad Bilno, Modlibórz, Unisławice (bez wsi Dąbrówka Połajewska), Szewo i Grabina ze zniesionej gminy Kłóbka w tymże powiecie. Dla gromady ustalono 23 członków gromadzkiej rady narodowej.
Gromadę zniesiono 31 grudnia 1959, a jej obszar włączono do gromad Kłóbka (wsie Bilno, Modlibórz, Unisławice, Kaliska i Szatkowizna oraz miejscowości Bilno Młyn, Łukomszczyzna, Nagroda Bilno, Bilińskie Rumunki, Modlibórz Folwark, Modliborek Kolonia, Modlibórz Parcele i Unisławice Kolonia) i Kurowo (wsie Szewo Wielkie, Szewo Małe i Szewo Nr 2 oraz miejscowości Szewskie Budy, Szewskie Rumunki, Myszki Parcele, Myszko Folwark i Szewo Widlice) w tymże powiecie.